# Погорелый, Дмитрий Викторович
Дмитрий Викторович Погорелый (род. 4 октября 1977, Нижневартовск, Ханты-Мансийский автономный округ, Тюменская область, РСФСР, СССР) — российский политический деятель, депутат Государственной Думы Федерального собрания Российской Федерации VIII созыва с 2021 года, кандидат юридических наук, член партии «Единая Россия». Член комитета Государственной Думы по развитию Дальнего Востока и Арктики.

## Биография
Дмитрий Погорелый родился 4 октября 1977 года в Нижневартовске. В 1996 году он окончил Нижневартовский нефтяной техникум по специальности «эксплуатация автоматизированных систем управления», в 1999 — Тюменский юридический институт Министерства внутренних дел России (в настоящее время — Тюменский институт повышения квалификации сотрудников Министерства внутренних дел России) по специальности «юриспруденция», в 2003 — Тюменский государственный университет по специальности «финансы и кредит». В том же году защитил в Санкт-Петербургском университете Министерства внутренних дел России кандидатскую диссертацию на тему правового регулирования в Арктике. В 2018 году окончил Российскую академию народного хозяйства и государственной службы при президенте РФ (РАНХиГС).
В 1992—1995 годах Погорелый работал на Самотлорском месторождении слесарем. В 1995—2003 годах служил в органах внутренних дел в качестве следователя, старшего следователя, следователя по особо важным делам в сфере организованной преступности. В 2003—2008 годах занимал должность старшего помощника прокурора в прокуратуре Ямало-Ненецкого автономного округа. В 2008 году стал начальником правового управления и заместителем руководителя аппарата губернатора Ямало-Ненецкого автономного округа, начальником правового управления аппарата главы региона, в 2010 году — директором государственно-правового департамента округа. В 2015 году получил звание «Заслуженный юрист Ямало-Ненецкого автономного округа». Весной 2021 года возглавил региональное отделение общероссийской общественной организации «Ассоциация юристов России». В том же году запустил в социальных сетях личный волонтёрский проект «Юридическая среда», который предполагает еженедельные бесплатные консультации в формате прямого эфира.
19 сентября 2021 года Погорелый был избран депутатом Государственной думы VIII созыва по Ямало-Ненецкому одномандатному избирательному округу № 225. Набрал 55,63 % голосов, второе место в избирательном округе занял кандидат от ЛДПР Иван Вершинин (16,78 %). Вошёл в думский комитет по развитию Дальнего Востока и Арктики. Был в числе депутатов, проголосовавших за принятие обращения к президенту с просьбой о признании независимости Донецкой Народной Республики и Луганской Народной Республики, а позже — за ратификацию договора о дружбе, сотрудничестве и взаимной помощи между Россией и этими государствами. В связи с этим голосованием Погорелый попал в первый санкционный список Европейского союза: ему запрещено въезжать на территорию ЕС.
Из-за поддержки российской агрессии и нарушения территориальной целостности Украины во время российско-украинской войны Погорелый находится под персональными санкциями 27 стран ЕС, Великобритании, Канады, Швейцарии, Австралии, Японии, Украины, Новой Зеландии. 24 марта 2022 года он был внесён в блокирующий санкционный список США за «поддержку усилий Кремля по нарушению суверенитета и территориальной целостности Украины» и «соучастие в путинской войне». 22 марта 2023 года Погорелый был заочно приговорён украинским судом к 15 годам лишения свободы с конфискацией имущества по статье о посягательстве на территориальную целостность и неприкосновенность Украины.